# Havlíčkova Borová
Havlíčkova Borová – wieś i gmina w Czechach, w powiecie Havlíčkův Brod, w kraju Wysoczyna. Według danych z dnia 1 stycznia 2014 liczyła 985 mieszkańców.
Po raz pierwszy wzmiankowana w 1289 r. jako Rudná Borová ze względu na wydobycie i przetwórstwo rud żelaza do XVI wieku. W  1821 urodził się tu Karel Havlíček Borovský, czeski dziennikarz i tłumacz zasłużony dla czeskiego odrodzenia narodowego. Obecna nazwa miejscowości upamiętnia od 1949 r. jego miejsce urodzin.